# Apinagia fucoides
Apinagia fucoides là một loài thực vật có hoa trong họ Podostemaceae. Loài này được (Mart. & Zucc.) Tul. mô tả khoa học đầu tiên năm 1849.